# Декстер, Брэд
Брэд Декстер (англ. Brad Dexter), имя при рождении Борис Майкл Шошо Миланович (серб. Boris Majkl Šošo Milanović / Борис Мајкл Шошо Милановић; 9 апреля 1917 — 12 декабря 2002) — американский киноактёр и кинопродюсер, более всего известный своими работами в фильмах 1950-60-х годов.
Декстер начинал карьеру на театральной сцене, а в 1940-е годы перешёл в кинематограф. В начале кинокарьеры он сыграл свои наиболее значимые роли в фильмах нуар «Асфальтовые джунгли» (1950), «История в Лас-Вегасе» (1952), «Макао» (1952), «Ривер-стрит, 99» (1953) и «Дом из бамбука» (1955), а с конца 1950-х годов — в таких классических голливудских лентах, как «Идти тихо, идти глубоко» (1958), «Последний поезд из Ганн Хилл» (1959), «Великолепная семёрка» (1960), «Поезд фон Райена» (1965) и «Шампунь» (1972). Он также был продюсером нескольких фильмов, среди них «Обнажённый беглец» (1968) и «Леди поёт блюз» (1972).
За рамками работы в кино Декстер был известен своими доверительными и дружескими отношениями с такими голливудскими звёздами, как Мэрилин Монро, Фрэнк Синатра, Юл Бриннер, Энтони Куинн и Карл Молден.

## Ранние годы жизни и начало карьеры
Декстер родился под именем Борис Миланович 9 апреля 1917 года в шахтёрском городке Голдфилд, штат Невада, в семье сербских эмигрантов . Он вырос, говоря на сербохорватском языке. Ещё в раннем детском возрасте семья переехала в Лос-Анджелес, где он окончил школу. С семи лет Декстер начал работать, чтобы помочь содержать семью. Поработав чистильщиком обуви, упаковщиком мяса и боксёром-любителем, он пошёл изучать актёрское мастерство в знаменитый театр Pasadena Playhouse в Пасадине.
С началом Второй мировой войны Декстер пошёл служить в Военно-воздушные силы. В течение двух из четырёх лет воинской службы он под именем «рядовой Барри Митчелл» играл в посвящённом ВВС бродвейском спектакле по пьесе Мосса Харта «Крылатая победа» (1943-44). Во время игры в этом спектакле он подружился с актёром Карлом Молденом, который также имел сербские корни. Как в 2002 году вспоминал Молден в интервью газете «Лос-Анджелес Таймс»: «Мы познакомились в ВВС. Во время Второй мировой войны мы оба играли в „Крылатой победе“ как на Бродвее, так и на гастролях». В 1944 году оба актёра повторили свои роли в кинофильме Джорджа Кьюкора «Крылатая победа», где вместе с ними играли товарищи по службе Эдмонд О’Брайен и Ли Джей Кобб.
После окончания Второй мировой войны под именем Барри Митчелл он также сыграл небольшие роли в двух фильмах — музыкальном вестерне «Эльдорадо» (1946) с Роем Роджерсом и приключенческой мелодраме «Синдбад-мореход» (1947) с Дугласом Фэбенксом-младшим . Под именем Барри Митчелл он продолжал играть на радио в разнообразных мыльных операх и таких программах, как «Борцы с бандами», «Мистер окружной прокурор» и «Кавалькада» , а также на сцене, в частности, в спектакле «Смех с облака» (1947) с Илкой Чейз на сцене театра Tanglewood Theatre в Кейп-Коде, и уже как Брэд Декстер — в комедии «Аллея магнолий» (1949) на Бродвее . Во время игры в «Аллее магнолий», на «крупного актёра» обратил внимание режиссёр Джон Хьюстон, который решил дать Декстеру роль бандита в «Асфальтовых джунглях».

## Кинокарьера в 1950-е годы
Фильм нуар «Асфальтовые джунгли» (1950) Джона Хьюстона стал «основополагающим фильмом жанра» и первым значимым фильмом Декстера. Фильм рассказывал о тщательно разработанной краже драгоценностей, которую успешно осуществляет группа грабителей под руководством опытного преступника Дока Риденшнайдера (Сэм Джаффе). Однако при попытке сбыть краденое Док сталкивается с коварным адвокатом Алонзо Эммерихом (Луис Кэлхерн), который пытается обманным путём завладеть добычей. В этой картине Декстер сыграл небольшую, но существенную роль Боба Брэннома, крутого частного детектива, которого нанимает Эммерих, чтобы тот помог ему реализовать план присвоения драгоценностей. Однако в ходе переговоров один из грабителей убивает Брэннома. Как отметила историк кино Карэн Хэннсберри, «несмотря на то, что Декстер появился всего в двух сценах, он выжал максимум из своего экранного времени» и был отмечен критиком Variety за то, что «грамотно подыграл хорошо прописанным персонажам» . Однако, по мнению историка кино Хэла Эриксона, «талантливый Декстер оказался в этом фильме в тени звёздной мощи Стерлинга Хейдена, Джеймса Уитмора, Луиса Келхерна и Мэрилин Монро».
В 1952 году, подписав контракт с киностудией RKO Pictures, Декстер сыграл отрицательных персонажей в двух фильмах нуар подряд — «История в Лас-Вегасе» и «Макао». И хотя Декстер получил в этих фильмах существенное экранное время, обе картины, по словам Хэннсберри, «не произвели особого впечатления на зрителей или критиков». В «Истории в Лас-Вегасе» (1952) Декстер исполнил роль нанятого страховой компанией частного детектива Тоба Хаблера, который ведёт слежку за бывшей певицей ночного клуба Линдой Роллинс (Джейн Расселл) и её мужем-бизнесменом Ллойдом (Винсент Прайс), которые застраховали дорогостоящее ожерелье на крупную сумму. В Лас-Вегасе Хаблер убивает владельца казино, которому Ллойд продал ожерелье, и завладевает этим ожерельем. В финале картины Хаблер преследует Линду, что «приводит к впечатляющей погоне на вертолёте, которая заканчивается тем, что его убивают на башне заброшенного аэродрома». Критика в целом не приняла фильм, также как и игру его звёзд — Джейн Расселл и Виктора Мэтьюра. В частности, обозреватель Variety пришёл к заключению, что «единственным по-настоящему захватывающим моментом фильма стала погоня на вертолёте за Декстером и похищенной им мисс Расселл. Эти 10 минут захватывающего материала оживляют в остальном скучные 87 минут» фильма .
В фильме «Макао» Декстер сыграл крупного гангстера Винсента Холлорана, который укрывается от преследования американских властей в Макао, выдавая себя за респектабельного владельца казино в этой граничащей с Китаем португальской колонии. Американские агенты неоднократно, но безуспешно пытались задержать и вывезти Холлорана в США, однако лишь бывшему военнослужащему Нику Кокрану (Роберт Митчем) с помощью подружки гангстера (Глория Грэм) удаётся заманить Холлорана на борт собственной лодки и вывезти за границы колонии, где его задерживает полиция. Обозреватель Variety посчитал, что фильм построен вокруг «клишированных элементов приключений, романтической мелодрамы и интриг», отметив при этом, что Декстер «хорош в роли злодея» . Кинообозреватель Босли Кроутер в «Нью-Йорк Таймс» также критически оценил фильм, выразив мнение, что «звёзды Расселл и Митчем лишь приносят красивое оформление в фильм, темой которого является просто-напросто секс, при этом Бендикс, Гомес, Грэм и Декстер остаются в тени».
По словам Хэннсберри, «лучшим с точки зрения качества и реакции критики» стал фильм нуар «Ривер-стрит, 99» (1953). По словам критика, в этом фильме «Декстер выдал прекрасную игру в роли безжалостного преступника Виктора Роулинса» , который похищает бриллианты на 50 тысяч долларов, после чего собирается бежать из страны со своей любовницей. Но когда скупщик краденого отказывается покупать драгоценности, если в деле будет замешана женщина, Роулинс хладнокровно убивает её. В финале картины муж убитой женщины, таксист и бывший боксёр (Джон Пейн) находит Роулинса и после захватывающей погони в порту Нью-Йорка убивает его. Как отметила Хэннсберри, «несмотря на выдающуюся игру Декстера в роли порочного киллера, фильм после выхода на экраны был раскритикован в прессе» . В частности, обозреватель «Нью-Йорк Таймс» описал его как одну из тех «безвкусных мелодрам, которые наполнены неприятными преступниками, блондинками второй свежести и массой эпизодов, претендующих на показ повседневной жизни преступного мира». Далее он пишет: «Сказать, что этот фильм неприятный было бы слишком мягко; точнее будет заметить, что он вызывает раздражение и скуку». С другой стороны, современные критики оценивают фильм достаточно высоко. В частности, Дэйв Кер в Chicago Reader написал, что «поставленный Филом Карлсоном в 1953 году, этот низкобюджетный независимый фильм нуар стал примером лаконичного великолепия, которое часто демонстрировал американский жанровый кинематограф», а Хэннсберри отметила, что «сегодня фильм рассматривается как достойный представитель жанра благодаря игре Декстера, Пейна, Кастл и Адлера».
После отсутствия на экране в 1954 году на следующий год Декстер сыграл в крупнобюджетной костюмной мелодраме «Неукротимый» (1955) с Тайроном Пауэром в главной роли, действие которой происходит в Африке, а также небольшую роль любовника одной из главных героинь в криминальном триллере Ричарда Флейшера «Жестокая суббота» (1955).
В своём последнем фильме нуар «Дом из бамбука» (1955) Декстер исполнил «редкую для себя роль хорошего парня», сыграв служащего в Японии американского капитана Хэнсона, который приказывает агенту Эдди Кеннеру (Роберт Стэк) разоблачить орудующую в стране банду бывшего американского военнослужащего Сэнди Доусона (Роберт Райан). Работа Декстера в этом фильме осталась практически незамеченной, хотя сам фильм получил немало хороших откликов. В частности, Кэй Проктор из Los Angeles Examiner заключил, что фильм «до предела насыщен экшном и плюс к этому — отличными зрелищными качествами», а Босли Кроутер в «Нью-Йорк Таймс» был восхищён фильмом, назвав его «быстрой и напряжённой мелодрамой» .
В течение следующих пяти лет Декстер сыграл всего в семи фильмах, лучшими среди которых были вестерн «Окламомец» (1957), где он предстал в образе подлого скотовладельца, которого в перестрелке убивает главный герой в исполнении Джоэла Маккри, «первоклассная военная драма» о подводной лодке «Идти тихо, идти глубоко» (1958) с Бертом Ланкастером и Кларком Гейблом, где Декстер исполнил роль младшего офицера экипажа, а также «стильный вестерн» «Последний поезд из Ганн-Хилл» (1959) с великолепным актёрским составом во главе с Кирком Дугласом и Энтони Куинном.

## Кинокарьера в 1960-е годы
«Высшей точкой кинокарьеры Декстера», по мнению многих специалистов, стал знаменитый вестерн «Великолепная семёрка» (1960), в котором он сыграл одного из семи стрелков, собравшихся для защиты жителей небольшой мексиканской деревушки от бандитской банды. Выдающийся актёрский состав этого фильма включал таких звёзд экрана, как Стив Маккуин, Хорст Бухгольц, Чарльз Бронсон, Джеймс Коберн, Роберт Вон и Юл Бриннер . Декстер исполнил в этом фильме роли крутого и немногословного Гарри Лака, он был вторым, кого избрал Бриннер в свою команду. Гарри уверен в том, что за деревней спрятаны сокровища, несмотря на то, что все говорят ему, что никакого клада там нет. Умирая от пулевого ранения, он спрашивает Бриннера: «Ведь там в горах было золото?», на последнем вздохе желая убедиться в том, что умирает не просто ради каких-то крестьян. Бриннер врёт ему: «Конечно было. Много золота». Испытав облегчение, Декстер умирает с радостью на лице. Как сказал Декстер в интервью журналу The Big Reel в 1997 году, «причина, по которой этот фильм стал таким хитом, заключена в химии между актёрами. Зритель по-настоящему переживал за этих парней. Именно этого не хватает многим сегодняшним фильмам» . После роли в этом чрезвычайно успешном фильме Декстер оказался на грани прорыва к звёздному статусу, однако в то время, как «фильм укрепил и поднял статус его партнёров Бриннера, Маккуина и Бронсона, Декстер так и остался относительно неизвестным». Как написал в The Guardian обозреватель Роланд Берген, «Декстера обычно вспоминают последним, когда просят перечислить членов „Великолепной семёрки“. Однако, произошло это главным образом из-за славы других актёров. На самом деле он был довольно хорош в роли самого здорового наёмника в этом септете».
Во время производства фильма Декстер установил особенно тесную дружбу с Юлом Бриннером, и даже был шафером на его свадьбе, которая состоялась во время съёмок. Декстер и Бриннер после этого снялись вместе ещё в трёх фильмах — исторической драме «Тарас Бульба» (1962) по Н. В. Гоголю, в которой Бриннер сыграл заглавную роль, а Декстер — атамана Шило, приключенческой драме «Короли Солнца» (1963), действие которой происходит в Мексике, и нестандартном вестерне «Работа для стрелка» (1964) с Бриннером в роли стрелка-мулата . В этот период Декстер также «блеснул в роли знаменитого гангстера Багси Сигела в скучном биопике» «История Джорджа Рафта» (1961) и сыграл кинозвезду, убившую секретаршу своего фан-клуба, в детективе «Двадцать плюс два» (1961). А в криминальном боевике «Джонни Кул» (1963) он был голливудским гангстером, который погибает от заложенной в его доме бомбы.

## Работа на телевидении в 1955-89 годах
В промежутках между съёмками в кино Декстера часто видели на малом экране в таких телесериалах, как «Караван повозок» (1958), «Есть оружие — будут преступления» (1958), «Сансет-стрип, 77» (1958-59), «Симаррон» (1959), «Бэт Мастерсон» (1960), «Разыскивается живым или мёртвым» (1960), «Гавайский глаз» (1961) и «Следователи» (1961) . В 1950-е годов Декстер также был гостевым актёром в таких популярных телесериалах своего времени, как «Театр Зейна Грэя» (1958) и «Дни в долине смерти» (1963). Однако с начала 1960-х годов, актёр начал отказываться от предложений на телевидении, заявляя, что «даже самая плохая кинокартина лучше, чем самая лучшая телепрограмма». В интервью репортёру Los Angeles Times Дону Алперту Декстер сказал: «Единственный способ создать всемирный образ — это хорошая роль в хорошем фильме. Телевидение этого не обеспечивает. Телевидение действительно стоит на низком уровне лестницы развлечений. Оно не создаёт таких звёзд, как Джули Эндрюс, Одри Хепбёрн или Энтони Куинн. Поэтому я перестал работать на телевидении» . Позднее актёр отчасти пересмотрел свою позицию, «несмотря на свою нелюбовь к телевидению», сыграв в нескольких высокорейтинговых шоу, таких как «Мэнникс» (1970), «Миссия невыполнима» (1972), «Коджак» (1973), «Спецназ» (1975) и «Невероятный Халк» (1979) .

## Отношения с Мэрилин Монро и Фрэнком Синатрой
Декстер был доверенным приятелем Мэрилин Монро, вместе с которой сыграл в фильме «Асфальтовые джунгли» (1950). В 1954 году, когда она собиралась разводиться со звездой бейсбола Джо Димаджио, Декстер пытался уговорить её остаться с мужем, однако она не последовала его совету. Он также был личным другом Карла Молдена и Энтони Куинна , но особенно близкие отношения в середине 1960-х годов его связывали с Фрэнком Синатрой, Variety даже назвал их дружбу «легендарной».
В 1964 году во время съёмок военного фильма «Только отважные» на гавайском острове Кауаи набежавшая волна утянула в море плававших Фрэнка Синатру, который был режиссёром и исполнителем главной роли в этом фильме, а также жену продюсера фильма. Декстер бросился им на помощь. Однако волна была слишком сильной, чтобы добраться до берега, и Декстер удерживал пару на плаву до тех пор, пока прибывшая береговая охрана не вытащила их обоих на берег. Позднее Декстер говорил, что «сделал бы то же самое для любого» . Вместе с тем, по его мнению, этот эпизод стал началом конца их дружеских отношений, поскольку «Синатре не нравилось чувство, что он кому-то должен. Он никогда не благодарил меня, ни в тот момент, ни позднее. В тот момент я не заметил возникновения отношения любви-ненависти, но оно определённо стало проявляться некоторое время спустя».
Как вспоминал Карл Молден, «перед окончательным разрывом они всегда казались вместе». В 1965 году они вместе снялись в фильме «Поезд фон Райена», а в 1966 году Синатра «в качестве благодарности» назначил Декстера вице-президентом по кинодеятельности (исполнительным продюсером) своей компании Artanis . Первым проектом этой компании стал шпионский триллер «Обнажённый беглец», где Синатра в играл главную роль, а Декстер был продюсером. Как пишет обозреватель The Los Angeles Times Мэри Рурк, «во время съёмок в Лондоне в 1967 году Синатра объявил о намерении жениться на Мии Фэрроу, которой в то время было 20 лет, а ему 49. Декстер убеждал Синатру не делать этого, утверждая, что брак будет неудачным». Как пишет Рурк, после этого разговора «Синатра разгромил гостиничный номер и больше не появился на съёмочной площадке». Этот разговор привёл к прекращению их делового сотрудничества и их дружбы навсегда. Декстер закончил фильм без Синатры, после чего вернулся в Лос-Анджелес, «где узнал о своём увольнении». Как отмечает Хэннсберри, «более того, согласно некоторым источникам, Декстер так и не получил окончательной оплаты за свою работу». Позднее Декстер говорил: «Я считаю Фрэнка одним из своих лучших друзей. Он борец и неординарный парень. Когда я вместе с ним вхожу в комнату, и там находятся самые большие люди, все сразу признают в нём лидера. Они ему кланяются. Он магический парень» . Он также вспоминал: «Фрэнк был больным парнем во многих смыслах, и его болезнь становилась тяжёлым грузом для тех, кто с ним близок».

## Кинокарьера в 1970-80-е годы

### Продюсерская карьера
В конце 1960-х годов Декстер сказал в интервью The Los Angeles Times, что устал от актёрской работы и хотел бы заняться продюсерской деятельностью. Он подписал трёхлетний продюсерский контракт с Paramount Pictures, получив положительные отзывы в качестве продюсера фильмов «Адвокат» (1970) с Барри Ньюманом, «Маленький Фаусс и Большой Хэлси» (1970) с Робертом Редфордом и «Леди поёт блюз» (1972). Как отметил Эриксон, такие «достойные фильмы», как «Адвокат» и «Маленький Фаусс и Большой Хэлси» принесли Декстеру «определённую известность как продюсеру», а на основе «Адвоката» позднее даже был создан телесериал «Петрочелли» (1974-75). Однако, по мнению большинства критиков, наиболее значимой картиной Декстера в качестве продюсера стал музыкальный биопик «Леди поёт блюз» (1972), история певицы Билли Холидей с Дайаной Росс в главной роли, которая стала кассовым хитом. В 1980 году Декстер был продюсером телесериала «Скэг» (1980), в котором Карл Молден сыграл главную роль профсоюзного лидера, который после инсульта стал инвалидом.

### Актёрская карьера
В 1972 году после семилетнего отсутствия Декстер вернулся на большой экран как актёр, хотя, как отмечено на сайте Turner Classic Movies, «его работы этого периода вряд ли можно назвать сложными и важными». Он появился в роли очередного злодея в «посредственном вестерне» «Джори» (1973), а два года спустя «выдал редкую для себя комическую роль» сенатора в сатирической комедии Хэла Эшби «Шампунь» (1975) с Уорреном Битти и Джули Кристи. Он сыграл гангстера Алвина Карписа в биографической драме «Частное досье Дж. Эдгара Гувера» (1977) с Бродериком Кроуфордом в заглавной роли. Его последним американским фильмом стал первоклассный комедийный триллер «Зима убивает» (1979). В последний раз он появился на экране после долгого перерыва в югославско-канадской комедии «Тайна монастырской ракии» (1988).
Более чем на двадцать лет Декстер исчез из кинематографа, и лишь в 2000 году появился в документальном фильме "Оружие для найма: создание «Великолепной семёрки», рассказав о съёмках этого классического вестерна.

## Актёрское амплуа и анализ творчества
Историки кино описывают Брэда Декстера как «крупного, мускулистого актёра с хорошей внешностью» и «массивной челюстью». «Широкоплечий и угрожающе красивый», он, по словам Хэннсберри, «сделал себе имя как убедительный экранный злодей» и «обычно играл бандитов». На сайте TCM он назван «здоровым и крепким актёром второго плана», который, по словам Эриксона, «часто играл крутые характерные роли и иногда вторые главные роли».
Начиная с «Асфальтовых джунглей» (1950), Декстер часто играл отрицательных и опасных персонажей, «сделав карьеру в роли опасного преступника». После этой картины на протяжении большей части 1950-х годов Декстер был востребованным актёром. В 1952 году он сыграл гангстеров в нуарах «Макао» и «История в Лас-Вегасе», главные роли в которых исполнила Джейн Расселл, Год спустя он был «зловещим бандитом», «насквозь порочным и кровавым главарём банды» в фильме Фила Карлсона «Ривер-стрит, 99» (1953). Во всех четырёх фильмах Декстер «внушительно выглядел в ролях плохих парней».
Как пишет Рурк, «крупный и красивый, Декстер часто играл крутых парней в ролях второго плана в компании суперзвёзд своего времени», в частности, с Бертом Ланкастером и Кларком Гейблом в «Беги тихо, беги далеко» (1958) и с Фрэнком Синатрой — в «Только отважные» (1965), но «наверное, более всего он известен как один из „Великолепной семёрки“ (1960), где также играли такие сердцееды, как Маккуин, Бронсон, Бриннер и Кобурн». По мнению The Telegraph, Декстер «сделал себе имя», сыграв в «Великолепной семёрке» роль «охотящегося за выгодой седьмого стрелка, которая была его заявкой на звёздный статус. Но, несмотря на убедительную игру, Декстер остался единственным из исполнителей главных ролей в этом фильме, который так и не стал звездой». Как написал Эриксон, «иногда Декстер играл роли, которые крепко застревали в памяти», в частности, спокойного гангстера Багси Сигела в «Истории Джорджа Рафта» (1961). Однажды Декстера назвали «самым милым бандитом, который когда-либо избивал героя или дрался с дамой» .
Декстер говорил, что предпочитал роли второго плана всем остальным, исходя из того, что «лучше развлечь зрителей в течение пяти минут, чем изводить их скукой в течение двух часов. Если я смогу развлечь их в течение пяти минут, именно такую роль я и хочу» . Он говорил: «Я люблю играть злодеев. В литературном плане это наиболее сильно прописанные характеры. Герой всегда пресен. Большинство людей вороваты и они тянутся к злодею» . Как пишет Хэннсберри, «Хотя большую часть карьеры Декстер играл злодеев, в своих почти 40 фильмах он создал разнообразные образы», и «какую бы роль Декстер не играл, он отдавал своей игре всё, что мог».
После почти 30 лет актёрской карьеры, Декстер также «завоевал долю славы как продюсер таких фильмов, как „Леди поёт блюз“ (1972)» .

## Личная жизнь
Как пишет Рурк, «голливудские сплетники считали личную жизнь Декстера не менее увлекательной, чем его актёрскую карьеру». В 1953 году он женился на известной певице Пегги Ли. Их «шикарная свадьба в саду в их доме на вершине Лос-Анджелеса, на которой присутствовало 350 гостей, включая Бинга Кросби, Боба Хоупа, Джейн Расселл, Виктора Мэтьюра» , широко освещалась прессой, однако через восемь месяцев они развелись. В 1965 году Декстер заявил в интервью Los Angeles Times: «Я сомневаюсь, что женюсь снова» . Тем не менее, в 1971 году он женился на Мэри Богданович, наследнице крупной компании по производству консервированного тунца StarKist, однако в 1994 году Мэри умерла. В 1994 году он женился на Джун Дайер, с которой прожил до своей смерти в 2002 году. Как написала Рурк, «однажды Декстер сказал, что его личная жизнь немного напоминает его актёрскую карьеру. Он с удовольствием играл в ней роль второго плана, даже за экраном».

## Смерть
Декстер умер от эмфиземы лёгких 12 декабря 2002 года в больнице Ранчо Мираж в Калифорнии. Ему было 85 лет. У него осталась жена Джун Дайер-Декстер, приёмный сын и трое внуков.

## Фильмография
- 1940 — Смертельный шторм / Mortal Storm — студент (в титрах не указан)
- 1944 — Крылатая победа / Winged Victory — Джек Браунинг (в титрах не указан)
- 1946 — Эльдорадо / Heldorado — Алек Бакстер (в титрах указан как Барри Митчелл)
- 1947 — Синдбад-мореход / Sinbad, the Sailor — Муаллин (в титрах указан как Барри Митчелл)
- 1950 — Асфальтовые джунгли / The Asphalt Jungle — Боб Брэнном
- 1951 — Четырнадцать часов / Fouteen Hours — репортёр (в титрах не указан)
- 1952 — История в Лас-Вегасе / The Las Vegas Story — Том Хаблер
- 1952 — Макао / Macao — Винсент Халлоран
- 1953 — Ривер-стрит, 99 / 99 River Street — Виктор Роулинс
- 1955 — Неукротимый / Untamed — лейтенант Кристиан
- 1955 — Дом из бамбука / House of Bamboo — капитан Хэнсон
- 1955 — Жестокая суббота / Violent Saturday — Джил Клэйтон
- 1955 — Кульминация / Climax! (телесериал, 1 эпизод)
- 1956 — Дно бутылки / The Bottom of the Bottle — Стэнли Миллер
- 1956 — Между раем и адом / Between Heaven and Hell — лейтенант Джо Джонсон
- 1957 — Оклахомец / The Oklahoman — Кэсс Доуби
- 1957 — Шоу Гейл Сторм / The Gale Storm Show: Oh! Susanna (телесериал, 1 эпизод)
- 1957 — Как выйти замуж за миллионера / How to Marry a Millionaire (телесериал, 1 эпизод)
- 1958 — Идти тихо, идти глубоко / Run Silent Run Deep — энсин Джеральд Картрайт
- 1958-59 — Сансет-Стрип, 77 / 77 Sunset Strip (телесериал, 2 эпизода)
- 1958 — Преследование / Persuit (телесериал, 1 эпизод)
- 1958 — Джефферсон Драм / Jefferson Drum (телесериал, 1 эпизод)
- 1958 — Первая студия / Studio One (телесериал, 1 эпизод)
- 1958 — Караван повозок / Wagon Train (телесериал, 1 эпизод)
- 1958 — Театр Зейна Грея / Zane Grey Theater (телесериал, 1 эпизод)
- 1958 — Есть оружие — будут путешествия / Have Gun — Will Travel (телесериал, 1 эпизод)
- 1959 — Последний поезд из Ган Хилл / Last Train from Gun Hill — Биро
- 1959 — Бронко / Bronco (телесериал, 1 эпизод)
- 1959 — Симаррон / Cimarron City (телесериал, 1 эпизод)
- 1959 — За закрытыми дверями / Behind Closed Doors (телесериал, 1 эпизод)
- 1959 — Этот человек Доусон / This Man Dawson (телесериал, 1 эпизод)
- 1959-60 — Бит Бурбон-стрит / Bourbon Street Beat (телесериал, 2 эпизода)
- 1959 — Янси Дерринджер / Yansy Derringer (телесериал, 1 эпизод)
- 1959 — Кольт 45 калибра / Colt .45 (телесериал, 1 эпизод)
- 1960 — Рейд полиции нравов / Vice Raid — Винс Мелоун
- 1960 — 13 сражающихся мужчин / 13 Fighting Men — майор Саймон Бойд
- 1960 — Великолепная семёрка / The Magnificent Seven — Гарри Лак
- 1960 — Канат / Tightrope (телесериал, 1 эпизод)
- 1960 — Бэт Мастерсон / Bat Masterson (телесериал, 1 эпизод)
- 1960 — Ричард Даймонд, частный детектив / Richard Diamond, Private Detective (телесериал, 1 эпизод)
- 1960 — Разыскивается живым или мёртвым / Wanted: Dead or Alive (телесериал, 1 эпизод)
- 1960 — Акванавты / Aquanauts (телесериал, 1 эпизод)
- 1960 — Человек из Чёрного ястреба / The Man from Blackhawk (телесериал, 1 эпизод)
- 1960 — Мистер счастливчик / Mr. Lucky (телесериал, 1 эпизод)
- 1961 — Двадцать плюс два / Twenty Plus Two — Лерой Дэйн
- 1961 — История Джорджа Рафта / The George Raft Story — Бенни «Багси» Сигал
- 1961 — Икс 15 / X-15 — майор Энтони Ринальди
- 1961 — Театр «Дженерал Электрик» / General Electric Theater (телесериал, 1 эпизод)
- 1961 — Сёрфсайд 6 / Surfside 6 (телесериал, 1 эпизод)
- 1961 — Гавайский глаз / Hawaiian Eye (телесериал, 1 эпизод)
- 1961 — Следователи / Investigators (телесериал, 1 эпизод)
- 1961 — Истории Уэллс-Фарго / Tales of Wells Fargo (телесериал, 1 эпизод)
- 1961 — Премьера «Алкоа» / Alcoa Premiere (телесериал, 1 эпизод)
- 1962 — Тарас Бульба / Taras Bulba — Шило
- 1962 — Это Голливуд / Here’s Hollywood (телесериал, 1 эпизод)
- 1963 — Джонни Кул / Johnny Cool — Леннарт Крэндолл
- 1963 — Короли Солнца / Kings of the Sun — Ах Халеб
- 1963 — Дни в долине смерти / Death Valley Days (телесериал, 1 эпизод)
- 1964 — Работа для стрелка / Invitation to a Gunfighter — Кенарси
- 1965 — Только отважные / None But the Brave — сержант Бликер
- 1965 — Возвращение Баса Райли / Bus Riley’s Back in Town — Слокам
- 1965 — Поезд фон Райена / Von Ryan’s Express — сержант Бостик
- 1965 — С завязанными глазами / Blindfold — детектив Хэрриган
- 1967 — Обнаженный беглец / The Naked Runner (продюсер)
- 1970 — Адвокат / The Lawyer (продюсер)
- 1970 — Малыш Фаусс и Большой Хэлси / Little Fauss and Big Halsy (продюсер)
- 1970 — Менникс / Mannix (телесериал, 1 эпизод)
- 1972 — Леди поёт блюз / Lady Sings the Blues (продюсер)
- 1972 — Миссия невыполнима / Mission: Impossible (телесериал, 1 эпизод)
- 1973 — Джори / Jory — Джек
- 1975 — Шампунь / Shampoo — сенатор Ист
- 1975 — Спецназ / S.W.A.T. (телесериал, 1 эпизод)
- 1975 — МакКлауд / McCloud (телесериал, 1 эпизод)
- 1975 — Коджак / Kojak (телесериал, 1 эпизод)
- 1976 — Банда защитников / Vigilante Force — мэр Брэдфорд
- 1976 — Закон и порядок / Law and Order (телефильм)
- 1977 — Личное досье Дж. Эдгара Гувера / The Private Files of J. Edgar Hoover — Алвин Карпис
- 1978 — Семейный доктор / House Calls — Куинн
- 1978 — Проект Н. Л. О. / Project U.F.O. (телесериал, 1 эпизод)
- 1979 — Зима приносит смерть / Winter Kills — капитан Хеллер Уан
- 1979 — Невероятный Халк / The Incredible Hulk (телесериал, 1 эпизод)
- 1979 — Валентина / Valentine (телефильм)
- 1980 — Скэг / Skag (телесериал, 6 эпизодов) (продюсер)
- 1988 — Тайна монастырской ракии / Tajna manastirske rakije — Велько Пантович